# Die Herbstzeitlosen
Die Herbstzeitlosen é um filme de drama suíço de 2006 dirigido e escrito por Bettina Oberli. Foi selecionado como representante da Suíça à edição do Oscar 2007, organizada pela Academia de Artes e Ciências Cinematográficas.

## Elenco
- Stephanie Glaser